# Чокотіш
Чокотіш (рум. Ciocotiș) — село у повіті Марамуреш в Румунії. Входить до складу комуни Чернешть.
Село розташоване на відстані 389 км на північний захід від Бухареста, 20 км на південний схід від Бая-Маре, 87 км на північ від Клуж-Напоки.

## Населення
За даними перепису населення 2002 року у селі проживали 1043 особи.
Національний склад населення села:
| Національність | Кількість осіб | Відсоток |
| -------------- | -------------- | -------- |
| румуни         | 1037           | 99,4%    |
| цигани         | 5              | 0,5%     |

Рідною мовою назвали:
| Мова      | Кількість осіб | Відсоток |
| --------- | -------------- | -------- |
| румунська | 1037           | 99,4%    |
| циганська | 5              | 0,5%     |